# 그래미 어워드
그래미 어워드(Grammy Awards) 또는 그래미(Grammy)는 미국 음반 예술 산업 아카데미에서 음악 산업의 탁월한 업적에 수여하는 상이다. 초기에는 그라모폰상(Gramophone Award)이라고 불렀다. 원래 미국 음악 산업계에 뛰어난 업적을 남긴 예술가들을 축하하고 산업의 진흥과 지원을 목적으로 시작했지만, 오늘날에는 세계에서 가장 권위 있는 음악 시상식으로 발전했다. 그래미상은 텔레비전의 에미상, 연극의 토니상, 영화의 아카데미상과 같이 음악계에 있어서 가장 유명하고 권위 있는 상으로 평가되고 있다. 매년 2월 시상식이 열리며 유명한 가수들의 공연과 대표적인 몇몇 수상 모습을 텔레비전을 통해 세계에 방영된다.
첫 그래미상은 1959년 5월 4일 열렸다. 2011년 그래미상 이후 음반 예술 산업 아카데미는 2012년 열릴 시상식부터 많은 부문의 조정이 있었다. 2025년 2월 2일, 로스앤젤레스 크립토닷컴 아레나(Crypto.com Arena)에서 코미디언 트레버 노아의 진행으로 제67회 시상식이 열렸다.

## 역사
그래미상은 1950년대 할리우드 명예의 거리가 계획되면서 만들어졌다. 명예의 거리 위원회로 선정된 레코드 회사 간부들은 명예의 거리 목록에 오르지 않은 음악계 거장들이 많이 존재한다는 것을 알게되면서 명예의 거리에 음악계 거장들을 추가했다. 또 음악 산업 경영진들은 아카데미상, 에미상과 같은 유명하고 권위있는 음악 시상식을 만들어 문제를 해결하고자 했다. 이를 계기로 미국 음반 예술 산업 아카데미가 만들어졌다.
그래미상을 만들게 된 또 다른 이유로는 로큰롤의 인기가 날이 갈수록 높아지면서 음악의 "질"을 장려하기 위해서였다.
시상식을 만들기로 결정한 이후 시상식 이름을 결정하는 것이 문제가 되었는데, 처음에는 축음기(phonograph)를 발명한 토머스 에디슨의 이름을따 에디상으로 하려 했으나, 결국 1958년 에밀 벌리너가 발명한 축음기(gramophone, 그래머폰)의 이름을 따 그래미상이라는 이름으로 결정되었다.

## 역대 시상식

### 61회
- 일시 : 2019년 2월 10일 일요일 오후 8시
- 장소 : 미국 캘리포니아주 로스앤젤레스 스테이플스 센터
- 진행자 : 앨리샤 키스
- 최다 수상자 : 차일디시 감비노 · 케이시 머스그레이브스 (4관왕)
- 최다 후보자 : 켄드릭 라마 (8부문)

| 유형                    | 수상 부문                           | 수상                                                          |
| ----------------------- | ----------------------------------- | ------------------------------------------------------------- |
| 주요                    | 올해의 레코드상                     | This Is America (차일디시 감비노)                             |
| 주요                    | 올해의 음반상                       | Golden Hour (케이시 머스그레이브스)                           |
| 주요                    | 올해의 노래상                       | This Is America (차일디시 감비노)                             |
| 주요                    | 최우수 신인상                       | 두아 리파                                                     |
| 팝                      | 최우수 팝 솔로 퍼포먼스             | Joanne (Where Do You Think You're Goin'?) (레이디 가가)       |
| 팝                      | 최우수 팝 듀오/그룹 퍼포먼스        | Shallow (레이디 가가 · 브래들리 쿠퍼)                         |
| 팝                      | 최우수 팝 보컬 음반                 | Sweetener (아리아나 그란데)                                   |
| 팝                      | 최우수 전통 팝 보컬 음반            | My Way (윌리 넬슨)                                            |
| 댄스 / 일렉트로닉       | 최우수 댄스 레코딩                  | Electricity (실크 시티 · 두아 리파 (Feat. 디플로 · 마크 론슨) |
| 댄스 / 일렉트로닉       | 최우수 댄스 / 일렉트로닉 음반       | Woman Worldwide (저스티스)                                    |
| 컨템포러리 인스트루멘탈 | 최우수 컨템포러리 인스트루멘탈 음반 | Steve Gadd Band (스티브 갯)                                   |
| 락                      | 최우수 락 퍼포먼스                  | When Bad Does Good (크리스 코넬)                              |
| 락                      | 최우수 메탈 퍼포먼스                | Electric Messiah (하이 온 파이어)                             |
| 락                      | 최우수 락 노래                      | Masseduction (잭 안토노프 · 세인트 빈센트)                    |
| 락                      | 최우수 락 음반                      | From the Fires (그레타 반 플릿)                               |

## 수상 부문
- 올해의 노래(The Song of the Year) 
 - 작곡가, 작사가에게 시상
- 올해의 레코드(The Record of the Year) 
 - 가수, 프로듀서, 엔지니어, 믹서 등 레코딩에 기여한 사람들에게 시상
- 올해의 음반(The Album of the Year)
- 최우수 신인상(The Best New Artist)

### 세부 장르별
(2014 그래미상 기준)

#### 팝 음악
- 최우수 팝 솔로 퍼포먼스
- 최우수 팝 듀오/그룹 퍼포먼스
- 최우수 팝 보컬 음반
- 최우수 팝 인스트루멘털 앨범|최우수 팝 인스트루멘털 앨범

#### 전통 팝 음악
■ 최우수 트래디셔널 팝 보컬 음반

#### 댄스 음악/일렉트로니카
- 최우수 댄스 레코딩 (과거에는 팝 부문에 포함)
- 최우수 일렉트로닉/댄스 음반

#### 록 음악
- 최우수 록 퍼포먼스
- 최우수 메탈 퍼포먼스
- 최우수 록 노래
- 최우수 록 음반

#### 얼터너티브 록
- 최우수 얼터너티브 뮤직 앨범

#### 리듬 앤드 블루스
최우수 R&B 퍼포먼스
- 최우수 트래디셔널 R&B 퍼포먼스
- 최우수 R&B 송
- 최우수 R&B 앨범
- 최우수 어반 컨템포러리 앨범

#### 랩
- 최우수 랩 퍼포먼스
- 최우수 랩/성 컬래버레이션
- 최우수 랩 송
- 최우수 랩 앨범

#### 컨트리 음악
- 최우수 컨트리 solo 퍼포먼스
- 최우수 컨트리 듀오/그룹 퍼포먼스
- 최우수 컨트리 송
- 최우수 컨트리 앨븸

#### 재즈
- 최우수 즉흥 재즈 솔로
- 최우수 재즈 보컬 앨범
- 최우수 재즈 인스트루멘털 앨범
- 최우수 대규모 재즈 앙상블 앨범
- 최우수 라틴 재즈 앨범

#### 뉴에이지 음악
- 최우수 뉴에이지 앨범

#### 복음성가/CCM
- 최우수 복음성가/CCM 퍼포먼스
- 최우수 복음성가 송
- 최우수 CCM 송
- 최우수 복음성가 앨범
- 최우수 CCM 앨범

#### 라틴 음악
- 최우수 라틴 팝 앨범
- 최우수 라틴 록, 어반 및 얼터너티브 앨범
- 최우수 리저널 멕시칸 앨범 (테하노 포함)
- 최우수 트로피컬 라틴 앨범

#### 아메리칸 루츠
- 최우수 아메리칸 루츠 송
- 최우수 아메라카나 앨범
- 최우수 블루그래스 앨범
- 최우수 블루스 앨범
- 최우수 포크 앨범
- 최우수 리저널 루츠 뮤직 앨범

#### 레게
- 최우수 레게 앨범

#### 월드 뮤직
- 최우수 월드 뮤직 앨범

#### 스포큰 워드
- 최우수 스포큰 워드 앨범

#### 동요
- 최우수 동요 앨범

#### 코미디
- 최우수 코미디 앨범

#### 뮤지컬
- 최우수 뮤지컬 쇼 앨범

#### 비주얼 미디어 음악
- 비주얼 미디어용 최우수 컴필레이션 사운드트랙 앨범
- 비주얼 미디어용 최우수 송 (과거 작곡 및 편곡 영역)
- 비주얼 미디어용 최우수 스코어 사운드트랙 앨범 (과거 작곡 및 편곡 영역)

#### 작사/작곡
- 최우수 인스트루멘털 컴포지션
- 최우수 인스트루멘털 어레인지먼트
- 보컬리스트 동반 최우수 인스트루멘털 어레인지먼트

#### 공예
- 최우수 Historical 앨범
- 최우수 레코딩 패키지
- 최우수 박스드 및 스페셜 리미티드 에디션 패키지
- 최우수 앨범 노츠

#### 프로덕션/엔지니어링
- 최우수 엔지니어드 앨범, 비클래식 음악
- 최우수 엔지니어드 앨범, 클래식 음악
- 최우수 리믹스 레코딩
- 최우수 서라운드 사운드 앨범
- 올해의 프로듀서, 비클래식 음악
- 올해의 프로듀서, 클래식 음악

#### 서양 클래식 음악
- 최우수 오케스트라 퍼포먼스
- 최우수 오페라 레코딩
- 최우수 합창 퍼포먼스
- 최우수 실내악/소규모 앙상블 퍼포먼스
- 최우수 클래식 보컬 솔로
- 최우수 클래식 인스트루멘털 솔로
- 최우수 클래식 컴펜디엄
- 최우수 클래식 컨템포러리 컴포지션

#### 뮤직 비디오/영화 음악
- 최우수 뮤직 비디오
- 최우수 음악 영화

## 최다 수상자
| 순위         | 1위           | 2위                       | 3위           |
| ------------ | ------------- | ------------------------- | ------------- |
| 아티스트     | 게오르그 숄티 | 퀸시 존스 앨리슨 크라우스 | 피에르 불레즈 |
| 총 수상 횟수 | 31            | 27                        | 26            |

## 그래미 어워드 수상자를 가장 많이 배출한 음악대학교
| 순위                | 1위              | 2위           |
| ------------------- | ---------------- | ------------- |
| 학교명              | 버클리 음악 대학 | 줄리어드 음대 |
| 졸업생 총 수상 횟수 | 306              | 105           |

## 역대 올해의 레코드 상
| 횟수 | 연도        | 곡명                                | 곡명                                | 가수                                                                      |
| ---- | ----------- | ----------------------------------- | ----------------------------------- | ------------------------------------------------------------------------- |
| 1    | 1959년 5월  | Nel Blu Dipinto Di Blu              | Nel Blu Dipinto Di Blu              | 도메니코 모두뇨 ( 이탈리아)                                               |
| 2    | 1959년 11월 | Mack The Knife                      | Mack The Knife                      | 바비 다린 ( 미국)                                                         |
| 3    | 1961년      | Theme from A Summer Place           | Theme from A Summer Place           | 퍼시 페이스 ( 캐나다)                                                     |
| 4    | 1962년      | Moon River                          | Moon River                          | 헨리 맨시니 ( 미국)                                                       |
| 5    | 1963년      | I Left My Heart in San Francisco    | I Left My Heart in San Francisco    | 토니 베넷 ( 미국)                                                         |
| 6    | 1964년      | Days of Wine and Roses              | Days of Wine and Roses              | 헨리 맨시니 ( 미국)                                                       |
| 7    | 1965년      | The Girl from Ipanema               | The Girl from Ipanema               | 아스트루드 질베르토 ( 브라질) & 스탄 겟츠 ( 미국)                         |
| 8    | 1966년      | A Taste of Honey                    | A Taste of Honey                    | 허브 앨퍼트 ( 미국) & 티후아나 브라스 ( 미국)                             |
| 9    | 1967년      | Strangers in the Night              | Strangers in the Night              | 프랭크 시나트라 ( 미국)                                                   |
| 10   | 1968년      | Up, Up and Away                     | Up, Up and Away                     | 피프스 디멘션 ( 미국)                                                     |
| 11   | 1969년      | Mrs. Robinson                       | Mrs. Robinson                       | 사이먼 & 가펑클 ( 미국)                                                   |
| 12   | 1970년      | Aquarius/Let the Sunshine in        | Aquarius/Let the Sunshine in        | 피프스 디멘션 ( 미국)                                                     |
| 13   | 1971년      | Bridge over Troubled Water          | Bridge over Troubled Water          | 사이먼 & 가펑클 ( 미국)                                                   |
| 14   | 1972년      | It's Too Late                       | It's Too Late                       | 캐롤 킹 ( 미국)                                                           |
| 15   | 1973년      | The First Time Ever I Saw Your Face | The First Time Ever I Saw Your Face | 로버타 플랙 ( 미국)                                                       |
| 16   | 1974년      | Killing Me Softly with His Song     | Killing Me Softly with His Song     | 로버타 플랙 ( 미국)                                                       |
| 17   | 1975년      | I Honestly Love You                 | I Honestly Love You                 | 올리비아 뉴턴 존 ( 오스트레일리아)                                        |
| 18   | 1976년      | Love Will Keep Us Together          | Love Will Keep Us Together          | 캡틴 앤 테닐 ( 미국)                                                      |
| 19   | 1977년      | This Masquerade                     | This Masquerade                     | 조지 벤슨 ( 미국)                                                         |
| 20   | 1978년      | Hotel California                    | Hotel California                    | 이글스 ( 미국)                                                            |
| 21   | 1979년      | Just the Way You Are                | Just the Way You Are                | 빌리 조엘 ( 미국)                                                         |
| 22   | 1980년      | What a Fool Believes                | What a Fool Believes                | 두비 브라더스 ( 미국)                                                     |
| 23   | 1981년      | Sailing                             | Sailing                             | 크리스토퍼 크로스 ( 미국)                                                 |
| 24   | 1982년      | Bette Davis Eyes                    | Bette Davis Eyes                    | 킴 칸스 ( 미국)                                                           |
| 25   | 1983년      | Rosanna                             | Rosanna                             | 토토 ( 미국)                                                              |
| 26   | 1984년      | Beat It                             | Beat It                             | 마이클 잭슨 ( 미국)                                                       |
| 27   | 1985년      | What's Love Got to Do with It       | What's Love Got to Do with It       | 티나 터너 ( 미국→ 스위스)                                                 |
| 28   | 1986년      | We Are the World                    | We Are the World                    | USA 포 아메리카 ( 미국)                                                   |
| 29   | 1987년      | Higher Love                         | Higher Love                         | 스티브 윈우드 ( 잉글랜드)                                                 |
| 30   | 1988년      | Graceland                           | Graceland                           | 폴 사이먼 ( 미국)                                                         |
| 31   | 1989년      | Don't Worry, Be Happy               | Don't Worry, Be Happy               | 바비 맥퍼린 ( 미국)                                                       |
| 32   | 1990년      | Wind Beneath My Wings               | Wind Beneath My Wings               | 벳 미들러 ( 미국)                                                         |
| 33   | 1991년      | Another Day in Paradise             | Another Day in Paradise             | 필 콜린스 ( 잉글랜드)                                                     |
| 34   | 1992년      | Unforgettable                       | Unforgettable                       | 나탈리 콜 ( 미국) & 냇 킹 콜 ( 미국)                                      |
| 35   | 1993년      | Tears in Heaven                     | Tears in Heaven                     | 에릭 클랩튼 ( 잉글랜드)                                                   |
| 36   | 1994년      | I Will Always Love You              | I Will Always Love You              | 휘트니 휴스턴 ( 미국)                                                     |
| 37   | 1995년      | All I Wanna Do                      | All I Wanna Do                      | 셰릴 크로 ( 미국)                                                         |
| 38   | 1996년      | Kiss from a Rose                    | Kiss from a Rose                    | 실 ( 잉글랜드)                                                            |
| 39   | 1997년      | Change the World                    | Change the World                    | 에릭 클랩튼 ( 잉글랜드)                                                   |
| 40   | 1998년      | Sunny Came Home                     | Sunny Came Home                     | 숀 콜빈 ( 미국)                                                           |
| 41   | 1999년      | My Heart Will Go On                 | My Heart Will Go On                 | 셀린 디옹 ( 캐나다)                                                       |
| 42   | 2000년      | Smooth                              | Smooth                              | 산타나 ( 미국) (Feat. 롭 토머스 ( 미국))                                  |
| 43   | 2001년      | Beautiful Day                       | Beautiful Day                       | U2 ( 아일랜드)                                                            |
| 44   | 2002년      | Walk On                             | Walk On                             | U2 ( 아일랜드)                                                            |
| 45   | 2003년      | Don't Know Why                      | Don't Know Why                      | 노라 존스 ( 미국)                                                         |
| 46   | 2004년      | Clocks                              | Clocks                              | 콜드플레이 ( 잉글랜드)                                                    |
| 47   | 2005년      | Here We Go Again                    | Here We Go Again                    | 레이 찰스 ( 미국) & 노라 존스 ( 미국)                                     |
| 48   | 2006년      | Boulevard of Broken Dreams          | Boulevard of Broken Dreams          | 그린 데이 ( 미국)                                                         |
| 49   | 2007년      | Not Ready to Make Nice              | Not Ready to Make Nice              | 딕시 칙스 ( 미국)                                                         |
| 50   | 2008년      | Rehab                               | Rehab                               | 에이미 와인하우스 ( 잉글랜드)                                             |
| 51   | 2009년      | Please Read the Letter              | Please Read the Letter              | 로버트 플랜트 ( 잉글랜드) & 앨리슨 크라우스 ( 미국)                       |
| 52   | 2010년      | Use Somebody                        | Use Somebody                        | 킹스 오브 리언 ( 미국)                                                    |
| 53   | 2011년      | Need You Now                        | Need You Now                        | 레이디 앤터벨룸 ( 미국)                                                   |
| 54   | 2012년      | Rolling in the Deep                 | Rolling in the Deep                 | 아델 ( 잉글랜드)                                                          |
| 55   | 2013년      | Somebody That I Used to Know        | Somebody That I Used to Know        | 고티에 ( 오스트레일리아) (Feat. 킴브라 ( 뉴질랜드))                       |
| 56   | 2014년      | Get Lucky                           | Get Lucky                           | 다프트 펑크 ( 프랑스) (Feat. 퍼렐 윌리엄스 ( 미국) & 나일 로저스 ( 미국)) |
| 57   | 2015년      | Stay with Me                        | Stay with Me                        | 샘 스미스 ( 잉글랜드)                                                     |
| 58   | 2016년      | Uptown Funk                         | Uptown Funk                         | 마크 론슨 ( 미국) (Feat. 브루노 마스 ( 미국))                             |
| 59   | 2017년      | Hello                               | Hello                               | 아델 ( 잉글랜드)                                                          |
| 60   | 2018년      | 24K Magic                           | 24K Magic                           | 브루노 마스 ( 미국)                                                       |
| 61   | 2019년      | This Is America                     | This Is America                     | 차일디쉬 감비노 ( 미국)                                                   |
| 62   | 2020년      | Bad Guy                             | Bad Guy                             | 빌리 아일리시 ( 미국)                                                     |
| 63   | 2021년      | everything i wanted                 | everything i wanted                 | 빌리 아일리시 ( 미국)                                                     |

## 역대 올해의 앨범 상
| 횟수 | 연도        | 앨범명                                                | 가수                            |
| ---- | ----------- | ----------------------------------------------------- | ------------------------------- |
| 1    | 1959년 5월  | The Music from Peter Gunn                             | 헨리 맨시니                     |
| 2    | 1959년 11월 | Come Dance with Me!                                   | 프랭크 시나트라                 |
| 3    | 1961년      | The Button-Down Mind of Bob Newhart                   | 밥 뉴하트                       |
| 4    | 1962년      | Judy at Carnegie Hall                                 | 주디 갈런드                     |
| 5    | 1963년      | The First Family                                      | 본 미더                         |
| 6    | 1964년      | The Barbra Streisand Album                            | 바브라 스트라이샌드             |
| 7    | 1965년      | Getz/Gilberto                                         | 후앙 질베르토 & 스탄 겟츠       |
| 8    | 1966년      | September of My Years                                 | 프랭크 시나트라                 |
| 9    | 1967년      | A Man and His Music                                   | 프랭크 시나트라                 |
| 10   | 1968년      | Sgt. Pepper's Lonely Hearts Club Band                 | 비틀스                          |
| 11   | 1969년      | By the Time I Get to Phoenix                          | 글렌 캠벨                       |
| 12   | 1970년      | Blood, Sweat & Tears                                  | 블러드, 스웨트 앤드 티어스      |
| 13   | 1971년      | Bridge over Troubled Water                            | 사이먼 & 가펑클                 |
| 14   | 1972년      | Tapestry                                              | 캐롤 킹                         |
| 15   | 1973년      | The Concert for Bangladesh                            | 조지 해리슨 앤 프렌즈           |
| 16   | 1974년      | Innervisions                                          | 스티비 원더                     |
| 17   | 1975년      | Fulfillingness' First Finale                          | 스티비 원더                     |
| 18   | 1976년      | Still Crazy After All These Years                     | 폴 사이먼                       |
| 19   | 1977년      | Songs in the Key of Life                              | 스티비 원더                     |
| 20   | 1978년      | Rumours                                               | 플리트우드 맥                   |
| 21   | 1979년      | 영화 〈토요일 밤의 열기〉 OST                         |                                 |
| 22   | 1980년      | 52nd Street                                           | 빌리 조엘                       |
| 23   | 1981년      | Christopher Cross                                     | 크리스토퍼 크로스               |
| 24   | 1982년      | Double Fantasy                                        | 존 레넌 & 오노 요코             |
| 25   | 1983년      | Toto IV                                               | 토토                            |
| 26   | 1984년      | Thriller                                              | 마이클 잭슨                     |
| 27   | 1985년      | Can't Slow Down                                       | 라이오넬 리치                   |
| 28   | 1986년      | No Jacket Required                                    | 필 콜린스                       |
| 29   | 1987년      | Graceland                                             | 폴 사이먼                       |
| 30   | 1988년      | The Joshua Tree                                       | U2                              |
| 31   | 1989년      | Faith                                                 | 조지 마이클                     |
| 32   | 1990년      | Nick of Time                                          | 보니 레잇                       |
| 33   | 1991년      | Back on The Block                                     | 퀸시 존스                       |
| 34   | 1992년      | Unforgettable… with Love                              | 나탈리 콜                       |
| 35   | 1993년      | Unplugged                                             | 에릭 클랩튼                     |
| 36   | 1994년      | 영화 〈보디가드〉의 사운드트랙 앨범 《The Bodyguard》 | 휘트니 휴스턴 외 다수           |
| 37   | 1995년      | MTV Unplugged                                         | 토니 베넷                       |
| 38   | 1996년      | Jagged Little Pill                                    | 앨러니스 모리세트               |
| 39   | 1997년      | Falling into You                                      | 셀린 디옹                       |
| 40   | 1998년      | Time Out of Mind                                      | 밥 딜런                         |
| 41   | 1999년      | The Miseducation of Lauryn Hill                       | 로린 힐                         |
| 42   | 2000년      | Supernatural                                          | 산타나                          |
| 43   | 2001년      | Two Against Nature                                    | 스틸리 댄                       |
| 44   | 2002년      | 영화 〈오 형제여, 어디 있는가?〉의 사운드트랙         |                                 |
| 45   | 2003년      | Come Away with Me                                     | 노라 존스                       |
| 46   | 2004년      | Speakerboxxx/The Love Below                           | 아웃캐스트                      |
| 47   | 2005년      | Genius Loves Company                                  | 레이 찰스 & Various Artists     |
| 48   | 2006년      | How to Dismantle an Atomic Bomb                       | U2                              |
| 49   | 2007년      | Taking the Long Way                                   | 딕시 칙스                       |
| 50   | 2008년      | River: The Joni Letters                               | 허비 행콕                       |
| 51   | 2009년      | Raising Sand                                          | 로버트 플랜트 & 앨리슨 크라우스 |
| 52   | 2010년      | Fearless                                              | 테일러 스위프트                 |
| 53   | 2011년      | The Suburbs                                           | 아케이드 파이어                 |
| 54   | 2012년      | 21                                                    | 아델                            |
| 55   | 2013년      | Babel                                                 | 멈퍼드 & 선스                   |
| 56   | 2014년      | Random Access Memories                                | 다프트 펑크                     |
| 57   | 2015년      | Morning Phase                                         | 벡                              |
| 58   | 2016년      | 1989                                                  | 테일러 스위프트                 |
| 59   | 2017년      | 25                                                    | 아델                            |
| 60   | 2018년      | 24K Magic                                             | 브루노 마스                     |
| 61   | 2019년      | Golden Hour                                           | 케이시 머스그레이브스           |
| 62   | 2020년      | When We All Fall Asleep, Where Do We Go?              | 빌리 아일리시                   |
| 63   | 2021년      | Folklore                                              | 테일러 스위프트                 |

## 역대 올해의 노래 상
| 횟수 | 연도        | 곡명                                    | 곡명                                    | 가수                                                         |
| ---- | ----------- | --------------------------------------- | --------------------------------------- | ------------------------------------------------------------ |
| 1    | 1959년 5월  | Nel Blu Dipinto Di Blu                  | Nel Blu Dipinto Di Blu                  | 도메니코 모두뇨                                              |
| 2    | 1959년 11월 | The Battle of New Orleans               | The Battle of New Orleans               | 자니 호튼                                                    |
| 3    | 1961년      | The Exodus Song                         | The Exodus Song                         |                                                              |
| 4    | 1962년      | Moon River                              | Moon River                              | 헨리 맨시니                                                  |
| 5    | 1963년      | What Kind of Fool Am I?                 | What Kind of Fool Am I?                 | 새미 데이비스 주니어                                         |
| 6    | 1964년      | Days of Wine and Roses                  | Days of Wine and Roses                  | 헨리 맨시니                                                  |
| 7    | 1965년      | Hello, Dolly!                           | Hello, Dolly!                           | 루이 암스트롱                                                |
| 8    | 1966년      | The Shadow of Your Smile                | The Shadow of Your Smile                | 토니 베넷                                                    |
| 9    | 1967년      | Michelle                                | Michelle                                | 비틀스                                                       |
| 10   | 1968년      | Up, Up and Away                         | Up, Up and Away                         | 피프스 디멘션                                                |
| 11   | 1969년      | Little Green Apples                     | Little Green Apples                     | 로저 밀러 & O.C. 스미스                                      |
| 12   | 1970년      | Games People Play                       | Games People Play                       | 조 사우스                                                    |
| 13   | 1971년      | Bridge over Troubled Water              | Bridge over Troubled Water              | 사이먼 & 가펑클                                              |
| 14   | 1972년      | You've Got a Friend                     | You've Got a Friend                     | 제임스 테일러 & 캐롤 킹                                      |
| 15   | 1973년      | The First Time Ever I Saw Your Face     | The First Time Ever I Saw Your Face     | 로버타 플랙                                                  |
| 16   | 1974년      | Killing Me Softly with His Song         | Killing Me Softly with His Song         | 로버타 플랙                                                  |
| 17   | 1975년      | The Way We Here                         | The Way We Here                         | 바브라 스트라이샌드                                          |
| 18   | 1976년      | Send in the Clowns                      | Send in the Clowns                      | 주디 콜린스                                                  |
| 19   | 1977년      | I Write the Songs                       | I Write the Songs                       | 베리 매닐로우                                                |
| 20   | 1978년      | Evergreen, You Light Up My Life         | Evergreen, You Light Up My Life         | 바브라 스트라이샌드, 데비 분 (공동 수상)                     |
| 21   | 1979년      | Just the Way You Are                    | Just the Way You Are                    | 빌리 조엘                                                    |
| 22   | 1980년      | What a Fool Believes                    | What a Fool Believes                    | 두비 브라더스                                                |
| 23   | 1981년      | Sailing                                 | Sailing                                 | 크리스토퍼 크로스                                            |
| 24   | 1982년      | Batte Davis Eyes                        | Batte Davis Eyes                        | 킴 칸스                                                      |
| 25   | 1983년      | Always on My Mind                       | Always on My Mind                       | 윌리 넬슨                                                    |
| 26   | 1984년      | Every Breath You Take                   | Every Breath You Take                   | 더 폴리스                                                    |
| 27   | 1985년      | What's Love Got to Do with It           | What's Love Got to Do with It           | 티나 터너                                                    |
| 28   | 1986년      | We Are the World                        | We Are the World                        | USA 포 아메리카                                              |
| 29   | 1987년      | That's What Friends Are For             | That's What Friends Are For             | 디온 워윅 & 프렌즈 (엘튼 존 & 글래디스 나이트 & 스티비 원더) |
| 30   | 1988년      | Somewhere Out There                     | Somewhere Out There                     | 린다 론스태트 & 제임스 잉그램                                |
| 31   | 1989년      | Don't Worry, Be Happy                   | Don't Worry, Be Happy                   | 바비 맥퍼린                                                  |
| 32   | 1990년      | Wind Beneath My Wings                   | Wind Beneath My Wings                   | 벳 미들러                                                    |
| 33   | 1991년      | From a Distance                         | From a Distance                         | 벳 미들러                                                    |
| 34   | 1992년      | Unforgettable                           | Unforgettable                           | 나탈리 콜 & 냇 킹 콜                                         |
| 35   | 1993년      | Tears in Heaven                         | Tears in Heaven                         | 에릭 클랩튼                                                  |
| 36   | 1994년      | A Whole New World                       | A Whole New World                       | 피보 브라이슨 & 리자이나 벨                                  |
| 37   | 1995년      | Streets of Philadelphia                 | Streets of Philadelphia                 | 브루스 스프링스틴                                            |
| 38   | 1996년      | Kiss from a Rose                        | Kiss from a Rose                        | 실                                                           |
| 39   | 1997년      | Change the World                        | Change the World                        | 에릭 클랩튼                                                  |
| 40   | 1998년      | Sunny Came Home                         | Sunny Came Home                         | 숀 콜빈                                                      |
| 41   | 1999년      | My Heart Will Go On                     | My Heart Will Go On                     | 셀린 디옹                                                    |
| 42   | 2000년      | Smooth                                  | Smooth                                  | 산타나 (feat. 롭 토머스)                                     |
| 43   | 2001년      | Beautiful Day                           | Beautiful Day                           | U2                                                           |
| 44   | 2002년      | Fallin'                                 | Fallin'                                 | 앨리샤 키스                                                  |
| 45   | 2003년      | Don't Know Why                          | Don't Know Why                          | 노라 존스                                                    |
| 46   | 2004년      | Dance with My Father                    | Dance with My Father                    | 루서 밴드로스                                                |
| 47   | 2005년      | Daughters                               | Daughters                               | 존 메이어                                                    |
| 48   | 2006년      | Sometimes You Can't Make It On Your Own | Sometimes You Can't Make It On Your Own | U2                                                           |
| 49   | 2007년      | Not Ready to Make Nice                  | Not Ready to Make Nice                  | 딕시 칙스                                                    |
| 50   | 2008년      | Rehab                                   | Rehab                                   | 에이미 와인하우스                                            |
| 51   | 2009년      | Viva la Vida                            | Viva la Vida                            | 콜드플레이                                                   |
| 52   | 2010년      | Single Ladies(Put a Ring on It)         | Single Ladies(Put a Ring on It)         | 비욘세                                                       |
| 53   | 2011년      | Need You Now                            | Need You Now                            | 레이디 앤터벨룸                                              |
| 54   | 2012년      | Rolling in the Deep                     | Rolling in the Deep                     | 아델                                                         |
| 55   | 2013년      | We Are Young                            | We Are Young                            | 펀 (feat. 저넬 모네이                                        |
| 56   | 2014년      | Royals                                  | Royals                                  | 로드                                                         |
| 57   | 2015년      | Stay with Me                            | Stay with Me                            | 샘 스미스                                                    |
| 58   | 2016년      | Thinking Out Loud                       | Thinking Out Loud                       | 에드 시런                                                    |
| 59   | 2017년      | Hello                                   | Hello                                   | 아델                                                         |
| 60   | 2018년      | That's What I Like                      | That's What I Like                      | 브루노 마스                                                  |
| 61   | 2019년      | This Is America                         | This Is America                         | 차일디쉬 감비노                                              |
| 62   | 2020년      | Bad Guy                                 | Bad Guy                                 | 빌리 아일리시                                                |
| 63   | 2021년      | I Can't Breathe                         | I Can't Breathe                         | H.E.R.                                                       |

## 역대 올해의 신인상
| 횟수 | 연도        | 가수                                |
| ---- | ----------- | ----------------------------------- |
| 1    | 1959년 5월  | (시상 안 함)                        |
| 2    | 1959년 11월 | 바비 다린                           |
| 3    | 1961년      | 밥 뉴하트                           |
| 4    | 1962년      | 피터 네로                           |
| 5    | 1963년      | 로버트 굴렛                         |
| 6    | 1964년      | 워드 스윙글                         |
| 7    | 1965년      | 비틀즈                              |
| 8    | 1966년      | 톰 존스                             |
| 9    | 1967년      | (생략)                              |
| 10   | 1968년      | 바비 젠트리                         |
| 11   | 1969년      | 호세 펠리시아노                     |
| 12   | 1970년      | 크로스비, 스틸스 앤드 내시          |
| 13   | 1971년      | 카펜터스                            |
| 14   | 1972년      | 칼리 사이먼                         |
| 15   | 1973년      | 아메리카                            |
| 16   | 1974년      | 베트 미들러                         |
| 17   | 1975년      | 마빈 햄리시                         |
| 18   | 1976년      | 내털리 콜                           |
| 19   | 1977년      | 스타랜드 보컬 밴드                  |
| 20   | 1978년      | 데비 분                             |
| 21   | 1979년      | 어 테이스트 오브 허니               |
| 22   | 1980년      | 리키 리 존스                        |
| 23   | 1981년      | 크리스토퍼 크로스                   |
| 24   | 1982년      | 시나 이스턴                         |
| 25   | 1983년      | 멘 앳 워크                          |
| 26   | 1984년      | 컬처 클럽                           |
| 27   | 1985년      | 신디 로퍼                           |
| 28   | 1986년      | 샤데이                              |
| 29   | 1987년      | 브루스 혼즈비 앤 더 레인지          |
| 30   | 1988년      | 조디 워틀리                         |
| 31   | 1989년      | 트레이시 채프먼                     |
| 32   | 1990년      | 밀리 바닐리 → 1990년 11월 수상 취소 |
| 33   | 1991년      | 머라이어 캐리                       |
| 34   | 1992년      | 마크 콘                             |
| 35   | 1993년      | 어레스티드 디벨로프먼트             |
| 36   | 1994년      | 토니 브랙스턴                       |
| 37   | 1995년      | 셰릴 크로우                         |
| 38   | 1996년      | 후티 & 더 블로피시                  |
| 39   | 1997년      | 리앤 라임스                         |
| 40   | 1998년      | 폴라 콜                             |
| 41   | 1999년      | 로린 힐                             |
| 42   | 2000년      | 크리스티나 아길레라                 |
| 43   | 2001년      | 셸비 린                             |
| 44   | 2002년      | 앨리샤 키스                         |
| 45   | 2003년      | 노라 존스                           |
| 46   | 2004년      | 에반에센스                          |
| 47   | 2005년      | 마룬 5                              |
| 48   | 2006년      | 존 레전드                           |
| 49   | 2007년      | 캐리 언더우드                       |
| 50   | 2008년      | 에이미 와인하우스                   |
| 51   | 2009년      | 아델                                |
| 52   | 2010년      | 잭 브라운 밴드                      |
| 53   | 2011년      | 에스페란자 스팔딩                   |
| 54   | 2012년      | 본 이베어                           |
| 55   | 2013년      | 펀                                  |
| 56   | 2014년      | 매클모어 & 라이언 루이스            |
| 57   | 2015년      | 샘 스미스                           |
| 58   | 2016년      | 메건 트레이너                       |
| 59   | 2017년      | 챈스 더 래퍼                        |
| 60   | 2018년      | 알레시아 카라                       |
| 61   | 2019년      | 두아 리파                           |
| 62   | 2020년      | 빌리 아일리시                       |
| 63   | 2021년      | 메건 더 스탤리언                    |

## 같이 보기
- 브릿 어워드(영국의 그래미상)[7]
- 주노 어워드(캐나다의 그래미상)[8]
- 라틴 그래미상